# L’Albenc
L’Albenc település Franciaországban, Isère megyében. Lakosainak száma 1275 fő (2022. január 1.). L’Albenc Chantesse, Vinay, Notre-Dame-de-l’Osier, Poliénas, La Rivière, Rovon és Saint-Gervais községekkel határos.

## Népesség
A település népességének változása:
| Lakosok száma | 705  | 751  | 895  | 1059 | 1110 | 1170 | 1244 | 1279 | 1285 | 1275 |
|               | 1968 | 1982 | 1990 | 2006 | 2013 | 2015 | 2017 | 2019 | 2020 | 2022 |